# Connie Jones

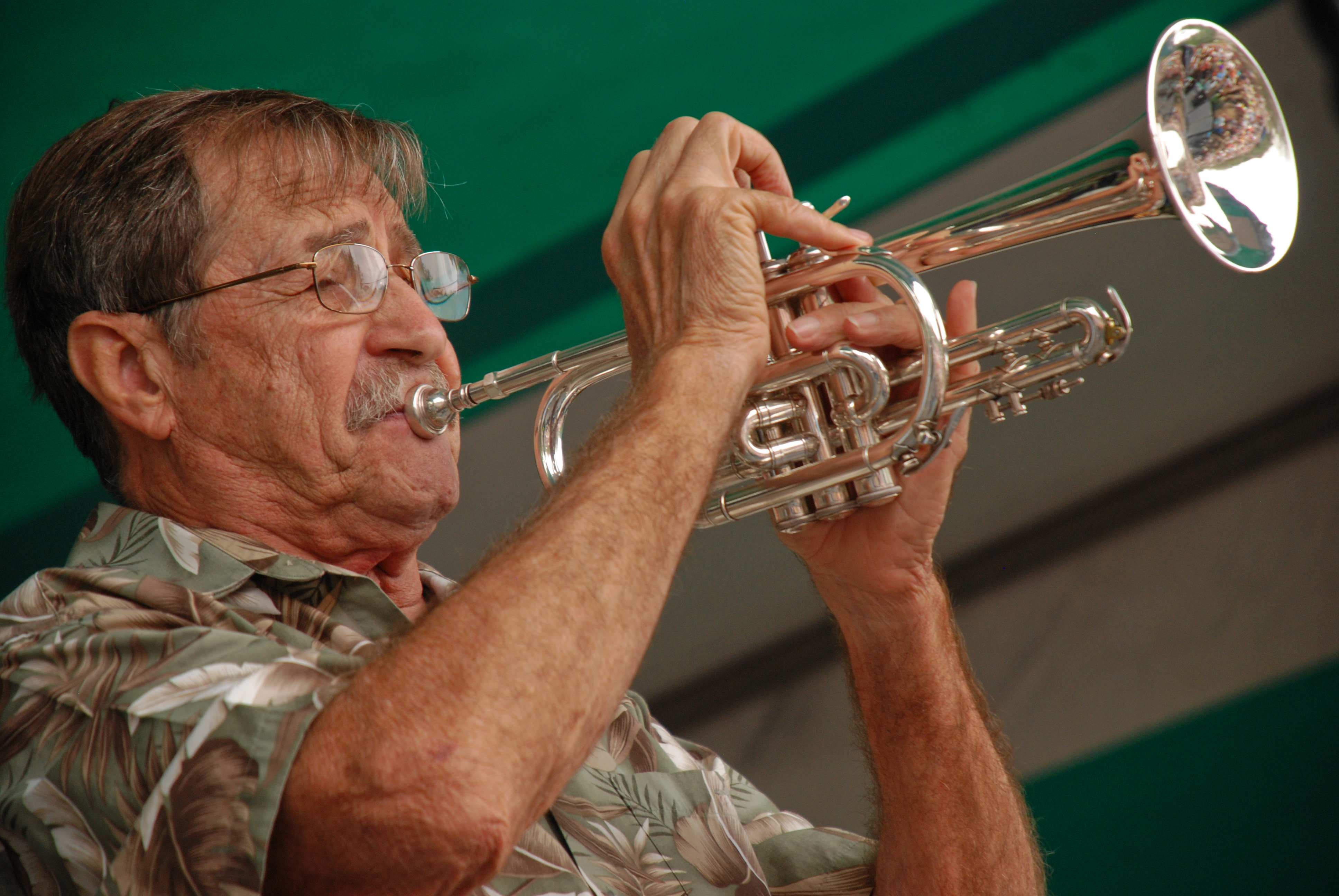
Connie Jones (2009)

Connie Jones (* 22. März 1934 in New Orleans; † 13. Februar 2019) war ein amerikanischer Musiker des traditionellen Jazz (Trompete, Kornett).

## Leben und Wirken
Jones spielte zunächst Flügelhorn, um mit zehn Jahren auf die Trompete zu wechseln. Zunächst spielte Jones in der Junior Band von Tony Almerico. 1951 gewann er mit seinen Dixiecats einen nationalen Wettbewerb im TV Teen Club von Paul Whiteman. 1952/53 gehörte er zu den Basin Street Six um Pete Fountain, die sich dem traditionellen New Orleans Jazz widmeten. Ab 1961 arbeitete er bei Santo Pecora, dann in New York bei Jack Teagarden (1963/1964), um 1966 mit der Band von Billy Maxted auf Tournee zu gehen. Ab 1967 wirkte er für sieben Jahre bei Pete Fountain. 1974 war er der musikalische Leiter der wiederbelebten Dukes of Dixieland. Zwischen 1976 und 1983 leitete er die Hausband im Blue Angel in der Bourbon Street, um dann verstärkt international auf Tournee zu gehen. Mit seinen Bands spielte er auch an Bord des Mississippi-Dampfers Delta Queen.
Im Jahr 2008 nahm Jones das Album Creole Nocturne mit dem Pianisten Tom McDermott auf, dem 2011 das Album If Dreams Crue True mit dem Klarinettisten Tim Laughlin folgte. Auch war er mit Bucky Pizzarelli und Banu Gibson im Studio. Er war musikalischer Gast in verschiedenen Fernsehsendungen wie The Today Show, The Tonight Show und der Mike Douglas Show. Weiterhin trat er beim New Orleans Jazz & Heritage Festival, dem Satchmo SummerFest und dem Evergreen Jazz Festival auf. Mit seiner Crescent City Jazz Band eröffnete er neun Jahre in Folge das French Quarter Festival in New Orleans.
Für sein musikalisches Schaffen erhielt er 2012 die Ehrendoktorwürde der Loyola University New Orleans.

## Diskographische Hinweise
- Sweet, Hot & Blue (Jazzology 2000)
- Connie Jones & Dick Sudhalter Get Out and Get under the Moon (Challenge 1998)
- Crescent City Jazz Band (Jazzology 1971)